# 義城郡 (南北朝)
義城郡，中国南北朝时设置的郡。
梁武帝普通二年（521年）设置义州，下轄義城郡（包信县）、边城郡（边城县）。後属于北齐、北周，隋文帝开皇年间并入光州，義城郡废除。胡三省认为義城郡在湖北罗田一带，《中国行政区划通史·三国两晋南朝卷》在今河南省商城县。